# Willy Cairo
Willy Philip Anton Cairo (Paramaribo, 17 mei 1915 – aldaar, 23 december 1977) was een Surinaams politicus en vakbondsleider.

## Loopbaan
Cairo was eerst werkzaam in de techniek maar behaalde in 1941 de akte van bekwaamheid als hulponderwijzer. Vanaf eind 1965 was hij hoofd van de Dienst voor Behoeftigen en Bejaarden (Bedeling) van het ministerie van Arbeid en Sociale Zaken. Verder was hij in die periode ondervoorzitter van de Algemene Bond van Overheidspersoneel (ABO). 
Bij de verkiezingen van 1967 was Cairo in het district Para zonder succes kandidaat voor de Progressieve Nationale Partij (PNP) hoewel hij toen geen lid was van die partij. De PNP was enkele maanden eerder door de ontevreden NPS'er Just Rens opgericht. In maart 1969, na de val van het kabinet onder leiding van Pengel, kreeg Suriname een zakenkabinet waarin Willy Cairo de minister van Handel en Industrie werd. Een half jaar stapte hij op als minister en werd hij lid van de PNP. Niet veel later werd Cairo voorzitter van de partijraad van de PNP. 
Bij de verkiezingen eind 1969 was hij wederom zonder succes PNP-kandidaat in het district Para. De PNP nam na die verkiezingen deel aan de regering onder leiding van de PNP'er Jules Sedney en Just Rens volgde Cairo op als minister. Cairo zou geaasd hebben om minister van Arbeid en Sociale Zaken te worden maar die post ging naar zijn partijgenoot August Biswamitre. Toen die in 1970 opstapte leek Cairo opnieuw een kanshebber, maar er werd besloten dat premier Sedney tevens waarnemend minister zou worden van dat ministerie. Toen Cairo kort daarop ook nog eens gepasseerd werd als directeur van dat ministerie gaf hij zijn PNP-lidmaatschap op en werd lid van de NPS. In 1977 gaf hij dat lidmaatschap weer op om lid te worden van de Vooruitstrevende Hervormings Partij (VHP). Bij de verkiezingen eind oktober van dat jaar was hij voor het VDP-blok (waar de VHP deel van uitmaakte) de kandidaat in Para maar ook deze keer zonder succes. 
In december 1977 overleed Cairo in 's Lands Hospitaal in Paramaribo op 62-jarige leeftijd. 